# 산타가라
산타가라(산스크리트어: संथागार)는 산스크리트어로 집단을 뜻하는 산타(산스크리트어: संथा)와 집 또는 합의점을 뜻하는 아가라(산스크리트어: आगार)의 조합에서 파생된 팔리어 단어로, 고대 북인도의 특정 수리야밤사 크샤트리야 일족의 젊은 사람들이 만나 총무와 국정을 결정하는 사바가 개최되던 의사당을 말한다. 산타가라는 가나 상가라고도 불리는 공화제 국가와 관련이 있으며 그 역사는 기원전 600년으로 거슬러 올라간다. 불교 문학에 따르면 공화국의 산타 가라는 외교를 전담하고 외국 대사와 왕자를 접대하며 평화와 전쟁 안건을 결정하였다. 인도 민주주의의 역사는 산타가라에서 시작된 것으로 여겨지지만, 이 시기에 대한 다른 사료는 가나 상가가 완전한 민주정이 아니며 일종의 조합으로서 여러 그룹의 사람들이 권력을 행사하는 과두체 형태의 정치체제라는 것을 보여준다.

## 기원
불교와 자이나교 문헌에서는 카필라바스투의 샤카, 쿠시나가라의 말라, 바이샬리의 리차비, 미틸라의 비데하, 데바다하의 콜리야, 피팔바나의 모리야, 숨수마라 언덕의 바가스 등의 비군주 국가들과 산타가라에 대한 사료를 제공하며, 마하 고빈다 숫단타는 샤카의 산타가라를 모델로 한 샤캬의 천국에 대한 사료를 제공한다. 리차비의 산타가라는 자타카 및 마하바스투에 자세히 언급되어 있다.

## 기능
샤카 산타가라의 회원이 되기 위한 최소 연령은 20세이다. 의회는 유전적 특권에 대한 강한 정서가 있었고 국가에서 가장 권위있는 가나파티(Ganapati), 가나지예스타(Ganajyestha), 가나라자(Ganaraja) 또는 상가무키야(Sanghamukhya)로 알려진 의장을 포함하여 모든 중요한 직위에 대한 가나의 자유 선거 원칙을 지지했다.
의회에서는 바르기야, 그리햐 및 파크샤로 알려진 다른 정당들 간의 권력다툼이 수시로 발생하였다. 드반드바라는 용어는 라이벌 정당과 그들의 라이벌 관계에 대한 뷰트크라마나(Vyutkramana)라는 용어를 나타내는데 사용되었다. 어셈블리 사업의 거래에는 유효하지 않은 것으로 간주되는 엄격한 정족수가 필요했다. 파니니는 참석자가 가나에서 정족수를 마친 사람으로 가나티타(gana-titha)를, 승가 정족수를 마친 사람으로 상가티타(Sangha-titha)를 언급한다. "정족수"를 확보하기 위해 "채찍" 역할을 한 사람은 가나푸라카(Ganapuraka)로 불렸으며, 주된 업무가 단, 앞 좌석 및 기타 위치에 따라 좌석을 할당하는 것이 주된 역할을 맡은 시트 레귤레이터는 아사나파나파카(Asanapannapaka)로 불렸다. 투표는 살라카(salaka)로 알려진 나무 조각으로 이루어졌으며, 그의 정직성과 공정성에 대한 신뢰성으로 인해 이 직업에 선택된 살라카-그라하파카(Salaka-Grahapaka)가 표를 수집하였다. 투표에 사용된 단어는 자유 선택을 의미하는 차한다(Chhanda)였다. 상가무키야(Sanghamukhya)로 알려진 국가원수는 의회를 주재하고 토론을 규제할 권한이 존재한다. 그는 엄격한 공정성을 지켜야 했고 실패하면 격렬하게 비난을 받았다. 투표 방법은 굿타카(Guthaka, 비밀투표), 사카나자파캄(Sakarnajapakam, 속삭이는 투표) 및  비바타캄(Vivatakam, 공개투표)의 세 가지 유형이 있다. 일반적으로 의회에는 4 ~ 20명 정도의 공무원이 포함되며, 라자(왕), 우파라자(하위 왕), 세나파티(군사령관), 반다가리카(재무장관)가 4대 공무원으로 지명된다.
말라의 산타가라에는 오직 4명의 의원이 있었는데, 모두 석가모니의 장례식에서 두드러진 역할을 하였다. 반면에 리차비는 의회에 의원(왕) 9명을 두었다. 리차비와 비데하 연맹에는 18명의 임원들이 있었다. 불교 문학에 따르면 리차비는 비데하와 함께 밧지라고 불리는 연맹을 결성하였으며, 한때 이웃인 말라와도 연맹을 결성하였다. 연맹 평의회는 리차비인 9명과 말라인 9명으로 총 18명의 평의원으로 구성되며 평의장은 가나라자로 알려졌다. 말라가 리차비만큼 권력이 큰 것은 아니었지만 양 당사자는 연맹에서 동등한 권리를 가졌다.

## 산타가라와 관련된 사건
1. 싯다르타 가우타마는 20살이 되었을 때 사캬 산타가라의 일원으로 입문하였다. 그가 28살이었을 때, 로히니 강의 물을 놓고 콜리야와 샤캬 사이에 큰 충돌이 일어났다. 샤카족 군사령관이 콜리야에 대한 전쟁을 시작하기로 결정하자 이에 싯다르타는 반대하였다. 산타가라 안에서 평화 안건을 제안한 싯다르타는 투표에서 참패를 겪었고 결국 싯다르타가 출가하는 결과를 가져왔다.
2. 디가 니카야의 암바타 숙타 에 따르면 브라만 암바타가 카필라바스투를 방문했을 때 샤캬 의회의 구성원들은 암바타를 존대하지 않고 비웃었다고 한다.
3. 혈통의 우월성을 자랑스럽게 여기던 샤캬인들은 산타가라에서 코살라의 마하라자 파세나디에게 샤캬 왕녀를 시집보내지 않기로 결정하고 노예 출신의 샤캬 소녀를 왕녀로 속인 채 파세나디에게 시집보냈으며, 이로 인해 진실을 안 파세나디의 아들 비루다카가 샤캬인들을 대량학살하고 산타가라를 폐지하였다.
4. 리차비는 한 연례 회의에서 아름다운 창녀 암바팔리를 나가바두로 존대하였다.
5. 말라와 리차비는 불교 문학에 따라 싯다르타 가우타마에게 먼저 모인 회중에 설교를 전달하기 위해 산타가라의 개회식을 수행하도록 요청하였다.
6. 싯다르타 가우타마는 리차비 산타가라의 기능을 보고 매우 기뻐하였고, 그는 그의 제자들에게 불교의 승가에 리차비 상가 정치체제 양식을 도입하도록 지시하였다.
7. 쿠시나가라의 말라는 산타가라에서 싯다르타의 장례식과 그의 유골을 쿠시나가르에서 처리하는 것과 관련된 문제를 논의하였다.

## 몰락
산타가라는 말라, 샤캬, 리차비와 같은 공화국의 몰락과 함께 사라지기 시작하였다. 말라는 붓다의 죽음 직후 마가다에 합병되었으며, 마가다의 왕 아자타샤트루는 16년 동안 계속된 오랜 전쟁 끝에 리차비를 정복하였다. 훗날 사무드라굽타의 군사 원정으로 리차비 국가는 막을 내렸다.

## 현재 산타가라의 유산
공화국들의 주요 종교는 불교이거나 드물게는 자이나교였다. 군주제와 브라만교의 부상으로 말라, 리차비와 같은 공화국 크샤트리야의 대부분이 각각 남인도와 네팔 등으로 이주하였다. 반면에 마우리아는 브라만 숭가 왕조에 의해 수드라로 명예훼손을 당하였다. 이외에 브라만교에 온건한 지역의 불교 크샤트리야는 힌두교를 다시 받아들였다. 법현이 묘사한 콜리야계 수리야밤사 크샤트리야 일족인 람그람은 그들의 사회적 정치적 성향으로 인해 불교가 몰락한 후 크샤트리야의 산타바라 상가에 합류하였다.   불교 장소와 사회에 대한 광범위한 연구를 수행한 마하판디트 라훌 산스크리타얀, 라즈발리 판데이 박사, 트리파트카차리야 마호파디야 비키슈 붓다미트라, 쿠마르 슈레쉬 싱, Dr. 라군나트 찬드 카우쉬크 등은 사인트바르 크샤트리야가 산타가라의 불교 유산을 계승하고 있다고 추론한다. 오늘의 사인트바르의 사회는 고대 말라, 콜리야, 샤캬 및 리차비 크샤트리야들과 함께 1626년 자한기르에 대항해 반란을 일으킨 마하바트 칸의 라지푸트들로 구성된다.

## 같이 보기
- 가나 상가
- 사바
- 승가

## 참고 문헌
- Faces of the feminine in ancient, medieval, and modern India – By Mandakranta Bose (Page 80-81)
- Lord Mahavira and His times – By Kailash Chand Jain (page 233-249)
- A History of Ancient and Early Medieval India: From the Stone age to 12th Century – By Upinder Singh (Pages 267-269)
- Dialogues of the Buddha, volume 2- By Thomas William Rhys Davids (page 113)
- Ancient India – By R. C. Majumdar (pages 157-158)